# Klaus von Pape
Klaus Maximilian von Pape, eigentlich Klaus von Pape, auch Claus von Pape (* 16. August 1904 in Oschatz, Sachsen; † 9. November 1923 in München), war ein nationalsozialistischer Putschist. Der gelernte Kaufmann starb während des Hitlerputsches bei der Auseinandersetzung mit der Landespolizei; davor lebte er in Herrsching am Ammersee.
Pape entstammte einer im Jahr 1779 in den Reichsadelsstand erhobenen Familie aus Wolfenbüttel im Kurfürstentum Braunschweig-Lüneburg. Er war der Sohn des königlich sächsischen Majors und Bataillons-Kommandeurs Georg von Pape (1868–1917) und der Emma von Rabenau (* 1879; † nach 1928). Das Ehepaar hatte die drei Kinder Magdalena (* 1903), Klaus und Georg (* 1909). Pape war nicht verheiratet, hatte zwei Geschwister. Sein Urgroßvater war Friedrich von Pape.  
Hitler widmete Pape und 15 weiteren getöteten Putschteilnehmern 1925 den ersten Band seines Buches Mein Kampf, wo sie namentlich im Vorwort aufgeführt wurden. In den Ausgaben des Gotha ab 1928 wurde er bereits in als Gefallener des Hitlerputsches dargestellt, was auf direkte Angaben der Familie zurückzuführen ist.
Nach der Machtergreifung der Nationalsozialisten 1933 wurde an der Feldherrnhalle in München eine Tafel mit den Namen der 16 Getöteten angebracht, die von einer Ehrenwache der SS bewacht wurde. Jeder Passant, der an dieser Tafel vorbeikam, war verpflichtet, diese mit dem Hitlergruß zu ehren. 1935 wurden auf dem Königsplatz zwei „Ehrentempel“ als gemeinsame Grabanlage für diese Personengruppe errichtet. Im selben Jahr wurde Pape exhumiert, zusammen mit den übrigen Toten dorthin überführt und in einem bronzenen Sarkophag erneut beigesetzt. Bis 1945 inszenierten das NS-Regime und die NS-Propaganda einen Kult um die „Blutzeugen der Bewegung“.
In der Zeit des Nationalsozialismus wurde Pape in verschiedener Weise geehrt. So erhielt 1937 eine zur Sporthalle umgebaute frühere Exerzierhalle in Celle (Burgstraße) den Namen Claus-von-Pape-Halle, und in Jöhstadt wurde die dortige Jugendherberge Claus v. Pape benannt. Im NS-Staat waren mehrere Straßen nach ihm benannt, zum Beispiel in Gelsenkirchen der heutige Drosteweg, in Recklinghausen, Wuppertal (seit 1935; vorher Gerberstraße), in Kassel-Oberzwehren das heutige Im Triesch und in Düsseldorf-Stockum die jetzige Gladiolenstraße. In Herrsching hieß die jetzige Schönbichlstraße während der NS-Zeit „Claus-von-Pape-Straße“. An der Universität Leipzig wurde aus den vormaligen Landsmannschaften Brunsviga, Plavia und Franconia eine Kameradschaft Klaus von Pape des NSDStB aufgestellt.

## Genealogie
- Gothaisches Genealogisches Taschenbuch der Briefadeligen Häuser. 1910. Justus Perthes, Gotha 1909, S. 577.
- Gothaisches Genealogisches Taschenbuch der Adeligen Häuser. Alter Adel und Briefadel 1928. Justus Perthes, Gotha 1927, S. 436.
- Gothaisches Genealogisches Taschenbuch der Adeligen Häuser. Zugleich Adelsmatrikel der D.A.G. Teil B (Briefadel) 1939. Justus Perthes, Gotha 1938, S. 463.